# Couzon-au-Mont-d'Or
Couzon-au-Mont-d'Or és un municipi francès, situat a la metròpoli de Lió i a la regió de Alvèrnia - Roine-Alps. L'any 2007 tenia 2.564 habitants.

## Demografia

### Població
El 2007 la població de fet de Couzon-au-Mont-d'Or era de 2.564 persones. Hi havia 975 famílies de les quals 301 eren unipersonals (120 homes vivint sols i 181 dones vivint soles), 253 parelles sense fills, 345 parelles amb fills i 76 famílies monoparentals amb fills.
La població ha evolucionat segons el següent gràfic:
Habitants censats

### Habitatges
El 2007 hi havia 1.101 habitatges, 1.010 eren l'habitatge principal de la família, 15 eren segones residències i 76 estaven desocupats. 660 eren cases i 441 eren apartaments. Dels 1.010 habitatges principals, 628 estaven ocupats pels seus propietaris, 359 estaven llogats i ocupats pels llogaters i 22 estaven cedits a títol gratuït; 29 tenien una cambra, 105 en tenien dues, 199 en tenien tres, 263 en tenien quatre i 414 en tenien cinc o més. 617 habitatges disposaven pel capbaix d'una plaça de pàrquing. A 457 habitatges hi havia un automòbil i a 409 n'hi havia dos o més.

### Piràmide de població
La piràmide de població per edats i sexe el 2009 era:
| Homes | Edats   | Dones |
| ----- | ------- | ----- |
| 0     | 95 o +  | 16    |
| 8     | 90 a 94 | 33    |
| 9     | 85 a 89 | 53    |
| 2     | 80 a 84 | 17    |
| 53    | 75 a 79 | 66    |
| 62    | 70 a 74 | 36    |
| 26    | 65 a 69 | 41    |
| 70    | 60 a 64 | 63    |
| 48    | 55 a 59 | 63    |
| 81    | 50 a 54 | 101   |
| 127   | 45 a 49 | 100   |
| 105   | 40 a 44 | 116   |
| 75    | 35 a 39 | 110   |
| 85    | 30 a 34 | 74    |
| 88    | 25 a 29 | 76    |
| 85    | 20 a 24 | 39    |
| 74    | 15 a 19 | 109   |
| 93    | 10 a 14 | 104   |
| 88    | 5 a 9   | 64    |
| 67    | 0 a 4   | 76    |

## Economia
El 2007 la població en edat de treballar era de 1.658 persones, 1.256 eren actives i 402 eren inactives. De les 1.256 persones actives 1.159 estaven ocupades (613 homes i 546 dones) i 97 estaven aturades (52 homes i 45 dones). De les 402 persones inactives 138 estaven jubilades, 148 estaven estudiant i 116 estaven classificades com a «altres inactius».

### Ingressos
El 2009 a Couzon-au-Mont-d'Or hi havia 1.001 unitats fiscals que integraven 2.457,5 persones, la mediana anual d'ingressos fiscals per persona era de 22.658 €.

### Activitats econòmiques
Dels 131 establiments que hi havia el 2007, 1 era d'una empresa extractiva, 5 d'empreses alimentàries, 5 d'empreses de fabricació d'altres productes industrials, 29 d'empreses de construcció, 26 d'empreses de comerç i reparació d'automòbils, 4 d'empreses de transport, 8 d'empreses d'hostatgeria i restauració, 5 d'empreses d'informació i comunicació, 6 d'empreses financeres, 4 d'empreses immobiliàries, 21 d'empreses de serveis, 10 d'entitats de l'administració pública i 7 d'empreses classificades com a «altres activitats de serveis».
Dels 44 establiments de servei als particulars que hi havia el 2009, 1 era una oficina de correu, 1 una oficina bancària, 3 tallers de reparació d'automòbils i de material agrícola, 1 taller d'inspecció tècnica de vehicles, 4 paletes, 8 guixaires pintors, 4 fusteries, 4 lampisteries, 5 electricistes, 3 perruqueries, 5 restaurants, 4 agències immobiliàries i 1 saló de bellesa.
Dels 9 establiments comercials que hi havia el 2009, 1 era una botiga de menys de 120 m², 4 fleques, 1 una carnisseria, 1 una llibreria, 1 una botiga de roba i 1 una botiga de material esportiu.

## Equipaments sanitaris i escolars
L'únic equipament sanitari que hi havia el 2009 era una farmàcia.
El 2009 hi havia 1 escola maternal i 1 escola elemental.

## Poblacions més properes
El següent diagrama mostra les poblacions més properes.